# Рокаберти, Хуан Томас де
Хуа́н Тома́с де Рокаберти́ (исп. Juan Tomás de Rocabertí, (4 марта 1627, Пералада — 13 июня 1699, Мадрид) — испанский богослов, доминиканец, первый архиепископ Валенсии, великий инквизитор, генеральный магистр ордена проповедников.
Написал: «Alimento espiritual» (Барселона, 1668), «Thelogia mistica» (Барселона, 1699), «De Romani pontificis auctoritate» (Валенсия, 1691—94) и др.

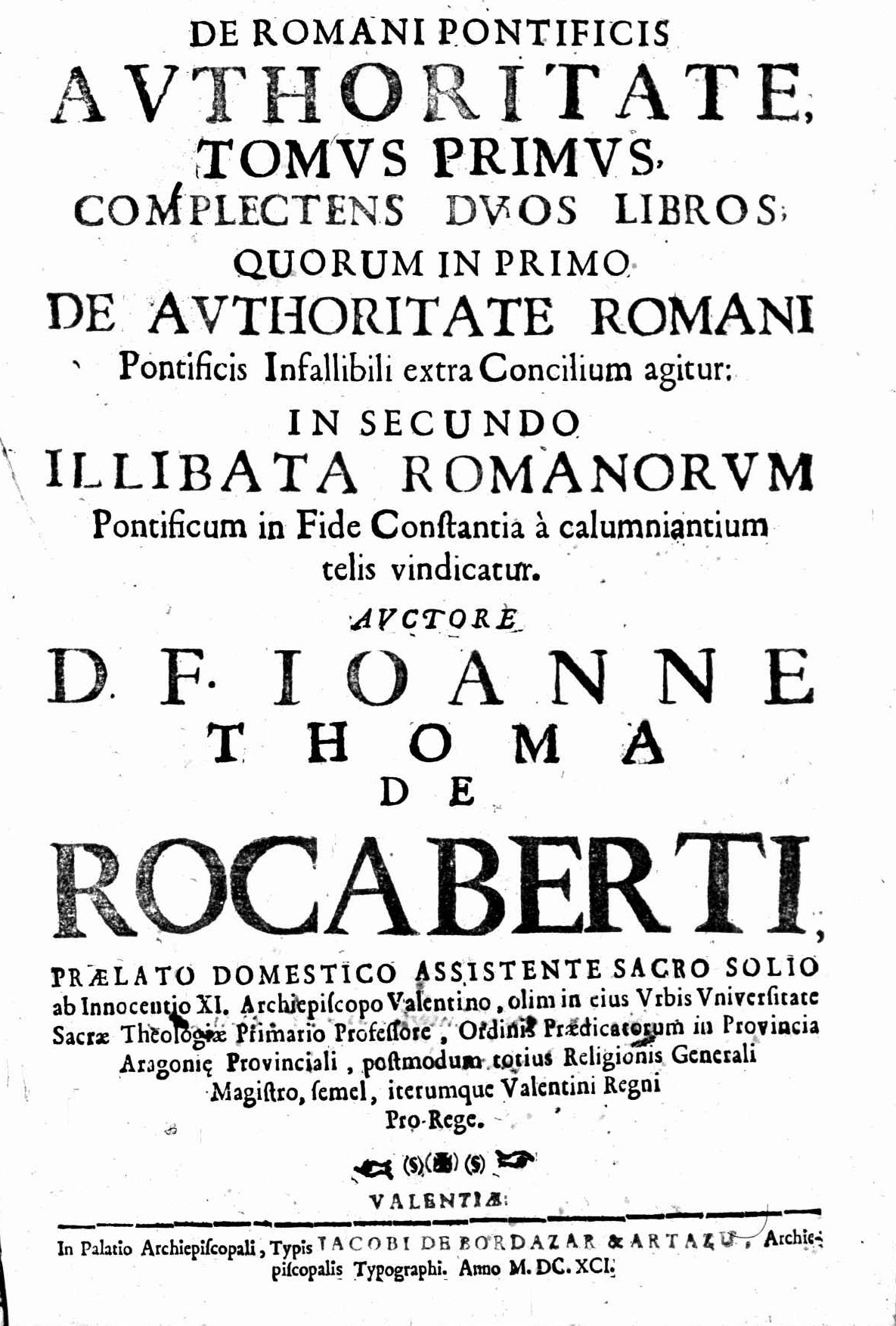
De Romani pontificis authoritate, 1691